# Bradford Abbas
Pour les articles homonymes, voir Bradford (homonymie).
Bradford Abbas est un village et une paroisse civile du Dorset, en Angleterre. Il est situé dans le nord-ouest du comté, près de la frontière avec le Somerset, à 5 km au sud-est de la ville de Yeovil.

## Toponymie
L'élément Bradford est un toponyme courant en Angleterre. Il est d'origine vieil-anglaise et fait référence à un gué large, de brād « large » et ford « gué ». Il est attesté sous la forme Bradanforda en 933. Dans le Domesday Book, compilé en 1086, le nom du village est orthographié Bradeford.
L'élément Abbas correspond quant à lui au latin abbas « abbé ». Attesté vers la fin du Moyen Âge (Braddeford Abbatis en 1386), il souligne que le village est alors la propriété de l'abbaye de Sherborne.

## Géographie

### Situation générale
Le village de Bradford Abbas se situe dans le Dorset, un comté du Sud-Ouest de l'Angleterre qui fait partie du West Country. Il se trouve dans le nord-ouest de ce comté, à la frontière du Somerset. Les grandes villes les plus proches sont Yeovil, à 4 km au nord-ouest, et Sherborne, à 6 km à l'est. La Yeo, affluent de la Parrett qui donne son nom à Yeovil, décrit une boucle au sud et à l'ouest du village.
Au Moyen Âge, Bradford Abbas relève du hundred de Sherborne (en). Après l'abandon du système des hundreds, il est rattaché au district rural de Sherborne de 1894 à 1974, puis au district non métropolitain du West Dorset de 1974 jusqu'à son abolition, en 2019. Le Dorset constitue depuis cette date une autorité unitaire.
Pour les élections à la Chambre des communes, Bradford Abbas appartient à la circonscription de West Dorset.

### Transports
Bradford Abbas ne se situe sur aucun grand axe routier. La route A30 (en), qui relie Londres à Land's End dans les Cornouailles, passe à quelques kilomètres au nord.
Le village est traversé par la West of England line (en), une ligne de chemin de fer qui relie Basingstoke à Exeter. La gare la plus proche est celle de Yeovil Junction (en), à 3 km à l'ouest. Une autre ligne passe au sud-ouest du village : la Heart of Wessex Line (en), qui relie Bristol à Weymouth. Sur cette ligne, la gare la plus proche de Bradford Abbas est celle de Thornford (en), à 2 km au sud.

## Histoire
Les alentours de Bradford Abbas sont occupés depuis la préhistoire. En 2010, une campagne de prospection aérienne effectuée par l'organisme public indépendant English Heritage révèle la présence de vestiges d'un camp romain au nord de Bradford Abbas. Son contexte de fondation n'est pas déterminé avec certitude, mais il pourrait s'agir d'un établissement temporaire remontant aux toutes premières phases de la conquête romaine de la Grande-Bretagne, au début du Ier siècle.
La première mention de Bradford dans les sources écrites est une charte datée du 26 janvier 933. Rédigée à Chippenham par un scribe surnommé « Æthelstan A » par les historiens modernes, elle enregistre une donation à l'abbaye de Sherborne d'un terrain de 10 hides situé à Bradanforda par le roi anglais Æthelstan. À l'époque de la conquête normande de l'Angleterre, en 1066, Bradford Abbas est toujours la propriété de la communauté monastique de Sherborne. Le Domesday Book indique que le village compte 22 feux en 1086 et estime son revenu annuel à 10 livres.

## Démographie
Au recensement de 2011, la paroisse civile de Bradford Abbas, qui comprend également les hameaux de Clifton Maybank et Saxon Maybank, comptait 975 habitants.
| 1801 | 1811 | 1821 | 1831 |
| ---- | ---- | ---- | ---- |
| 480  | 516  | 533  | 595  |

| 1841 | 1851 | 1881 | 1891 |
| ---- | ---- | ---- | ---- |
| 652  | 621  | 510  | 523  |

| 1901 | 1911 | 1921 | 1931 |
| ---- | ---- | ---- | ---- |
| 391  | 428  | 407  | 348  |

| 1951 | 1961 | 1971 | 1981 |
| ---- | ---- | ---- | ---- |
| 424  | 632  | ?    | ?    |

| 1991 | 2001 | 2011 | - |
| ---- | ---- | ---- | - |
| ?    | ?    | 975  | - |

## Culture locale et patrimoine

### Lieux et monuments

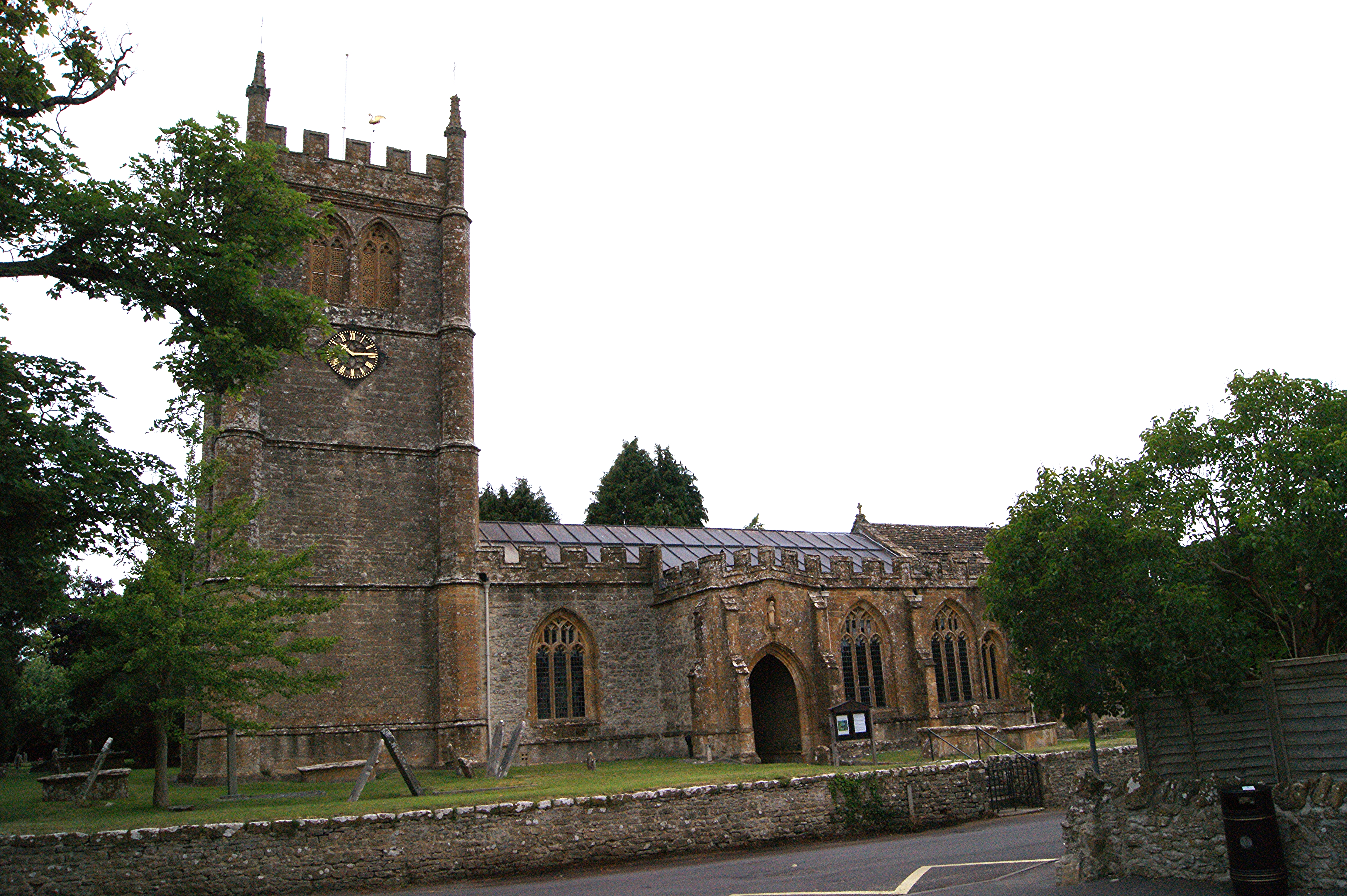
L'église paroissiale.

L'église paroissiale de Bradford Abbas est dédiée à Marie. Son chancel remonte au XIIe siècle, tandis que sa nef et sa tour datent du XVe siècle, avec des travaux supplémentaires d'aménagement et de restauration à la fin du XIXe siècle et au début du XXe siècle. C'est un monument classé de grade I depuis 1961.

### Personnalités liées
- Le naturaliste James Buckman (en) (1814-1884) termine sa vie à Bradford Abbas[13].
- Le lieutenant général George Montague Harper (1865-1922) trouve la mort dans un accident de voiture entre Sherborne et Bradford Abbas[14].
- L'écrivain John Cowper Powys (1872-1963) est le fils d'un révérend de l'Église d'Angleterre qui a exercé la charge de vicaire de Bradford Abbas. Son roman Wolf Solent (en) (1929) se déroule en partie dans le village imaginaire de Kings Barton, inspiré de Bradford Abbas.